# Zizi Coin Coin

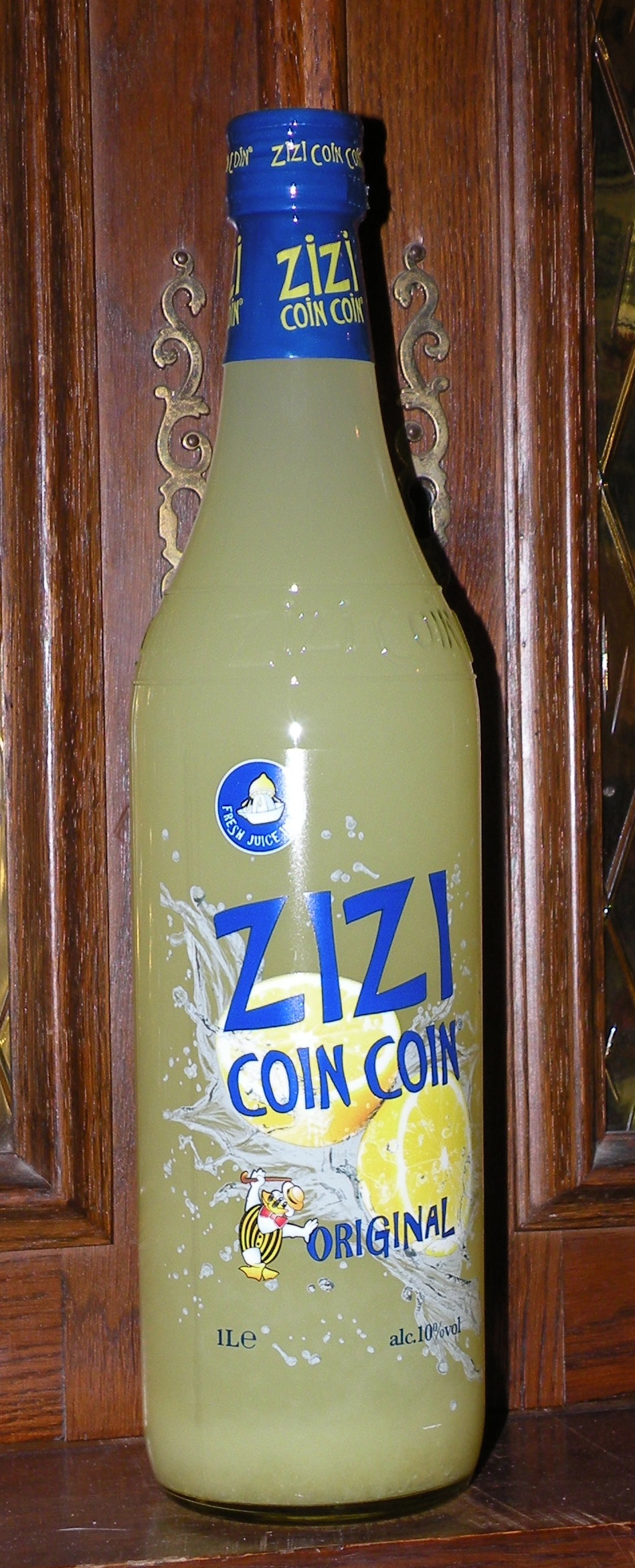
Une bouteille de Zizi Coin Coin

Le Zizi Coin Coin est un alcool belge produit à Huy près de Liège en Région wallonne et créé par Benoit Borsu. 
Il est réalisé à base de jus de citron et de Liqueur d'orange dont il tire son nom ("Zizi" pour le zeste de Citron et "Coin Coin" pour Cointreau utilisé à l'origine). Il a été créé et est produit par la société hutoise DBB depuis 1998 et fait partie du groupe la Martiniquaise depuis 2019. Deux autres variétés ont été développées depuis : une à base de fraise et de vodka en 2003, puis une à base de jus de citron et de liqueur de passion en 2005.
Au fil des années, la gamme s’est élargie et compte aujourd'hui cinq variétés : Original, Coco-Rico, Cocktail Passion, Caïpirinha et Mojito.
Le Zizi Coin Coin titre 10 % en Belgique, 10,5 % au Luxembourg, 12,5 % en France et 15% en Suisse.